# Trainingswaffe

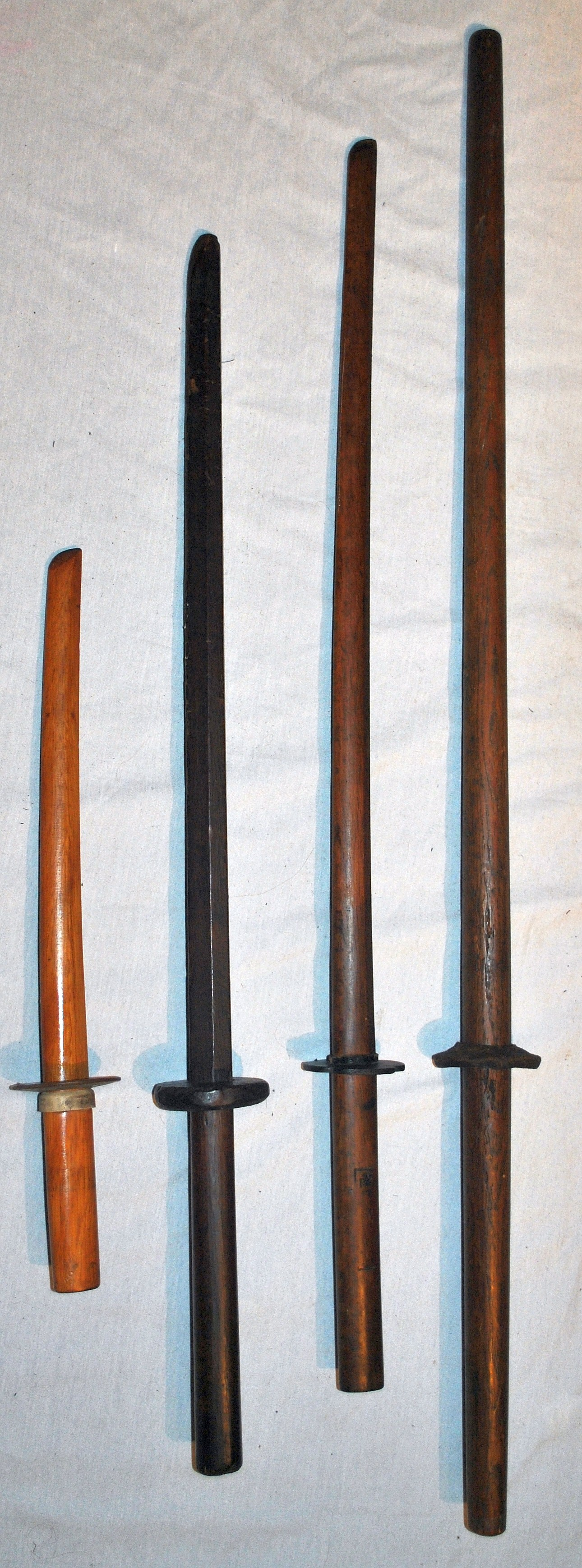
Verschiedene Beispiele für Bokutō

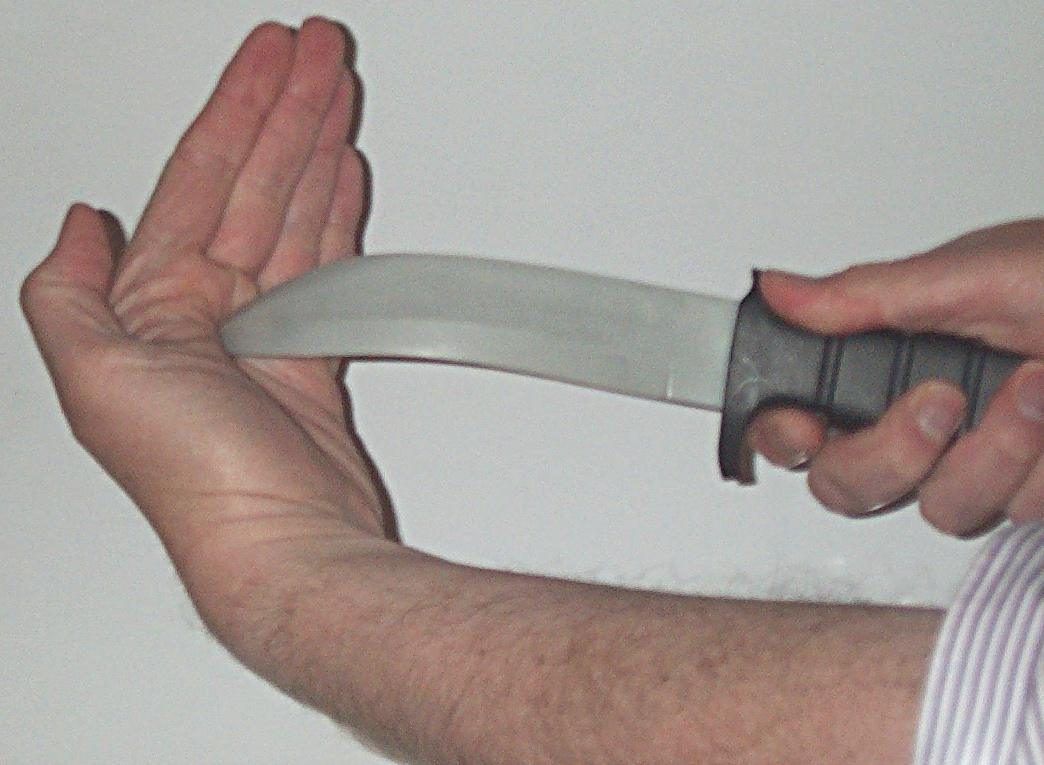
Gummimesser

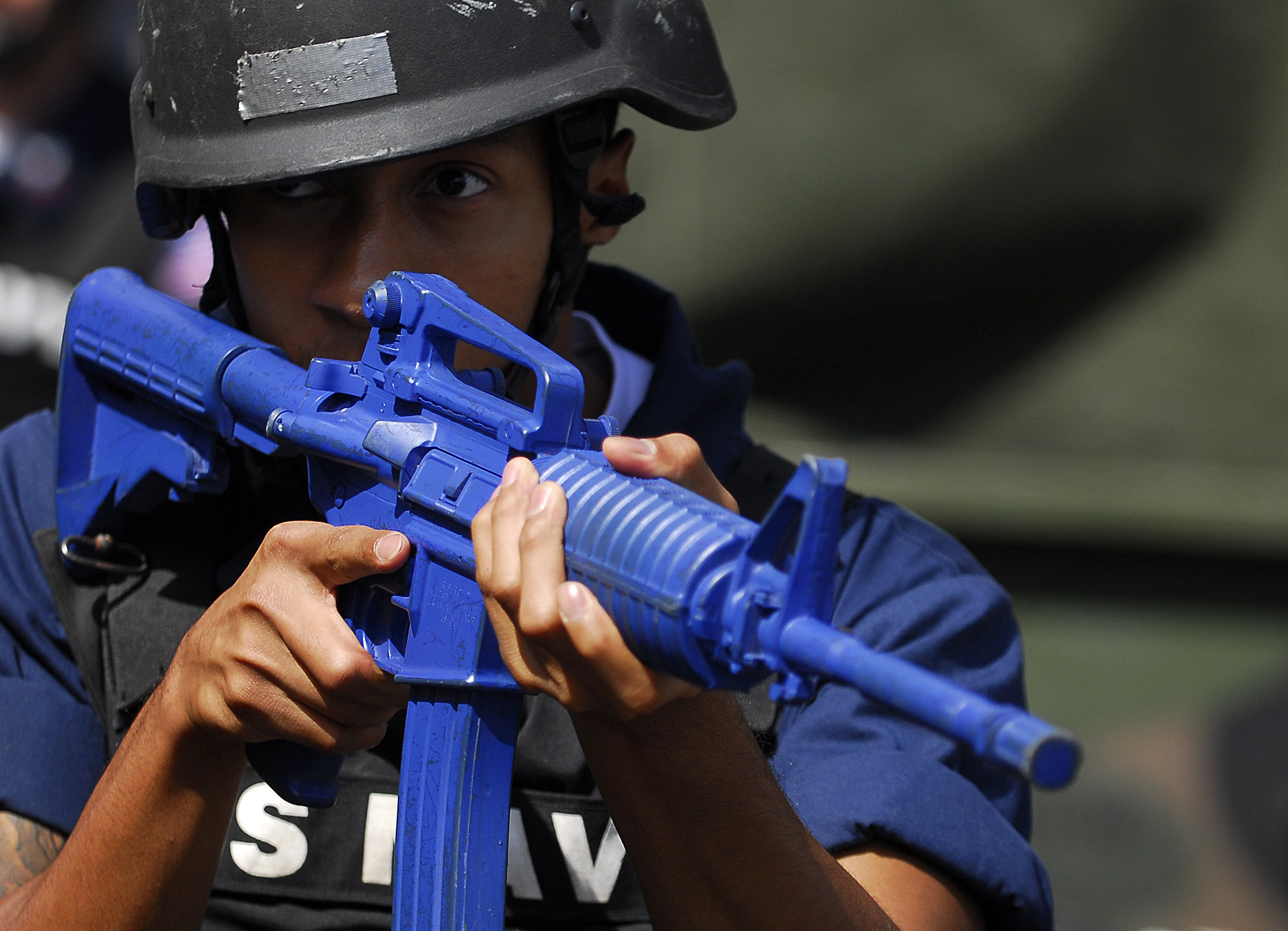
Soldat der U.S. Navy mit blauer Trainingswaffe

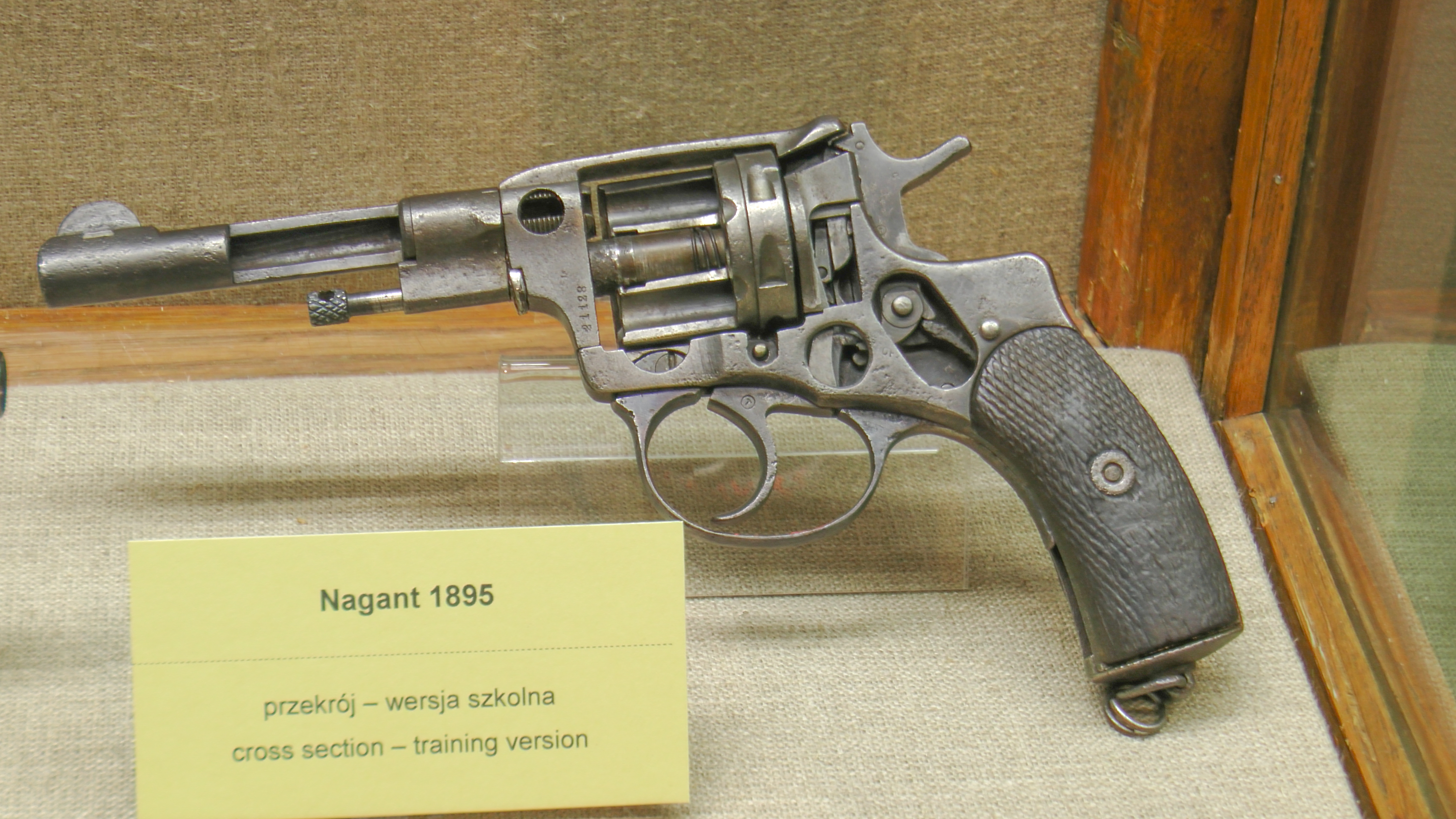
Schnittmodell eines Revolvers

Eine Trainingswaffe (auch Übungswaffe, Rotwaffe) ist eine Waffe, die zur Minimierung des Verletzungsrisikos anstatt einer echten Waffe verwendet wird. Häufig sind diese Waffen zur besseren Unterscheidung auffällig gefärbt. Trainingswaffen sind abzugrenzen von Modell-, Polster- bzw. Film- und Theaterwaffen.

## Geschichte
Bereits seit der Bronzezeit sind hölzerne Dolche oder Schwerter aus archäologischen Ausgrabungen bekannt, die ihren metallenen Gegenstücken in Größe und Form gleichen, wie beispielsweise aus dem Römerlager Oberaden, oder ein Konvolut von eisenzeitlichen Hiebschwertern aus Holz von dem Bohlenweg XXV (Pr) zwischen Damme und Hunteburg. Aufgrund fehlender schriftlicher Nachweise ist nicht eindeutig, ob es sich hier um Übungswaffen handelte oder ob diese Objekte eine andere, möglicherweise symbolische, Funktion innehatten.

## Namensgebung
In bestimmtem Zusammenhang werden vor allem Trainingsschusswaffen wegen ihrer Farbgebung auch als solche benannt. Diese Benennung ist jedoch nicht herstellerübergreifend oder international einheitlich bzw. genormt.
Rotwaffen
sind bau- und bediengleich mit dem Original (Walther, Glock).
Grünwaffen
verfügen über einen Laserpointer, um einen Treffer simulieren zu können (Walther).
Blauwaffen
Funktionslose Waffen, die ausschließlich zum Holstertraining eingesetzt werden (Walther, US-Army).
Red Gun / Blue Gun (engl. ‚Rote‘ bzw. ‚Blaue Schusswaffe‘)
Allgemein wird der Begriff synonym als Gattungsbegriff für Trainingswaffen verwendet.
Im US-amerikanischen Militärjargon ist neben „Red Gun“ und „Blue Gun“ auch der Begriff „Rubber Duck“ (engl. ‚Gummiente‘) für bunte Trainingswaffen aus Kunststoff gebräuchlich.

## Gliederung
Je nach Übungsablauf, Trainingszweck und Waffengattung können Trainingswaffen sehr unterschiedlich beschaffen sein. Grundsätzlich wird zwischen funktionalen und inerten bzw. wirkungslosen Waffen unterschieden.

### Funktional
Funktionale Trainingswaffen dienen vor allem dazu, das Kampfgeschehen möglichst realitätsnah zu simulieren. Solche Waffen werden in der Regel nicht ohne den Einsatz entsprechender Schutzkleidung und teils weitreichender Sicherheitsvorschriften verwendet. Sie können selbst bei regulärem Gebrauch zu schweren bzw. potenziell tödlichen Verletzungen führen.
Zu den funktionalen Trainingswaffen gehören vor allem die in unterschiedlichen (Kontakt)-Kampfsportarten eingesetzten Waffen. In Trainingseinheiten verschiedener japanischer Kampfkünste werden z. B. Holz- (Bokken, Shinai) oder Metallschwerter (Iaitō) eingesetzt. Im Fechtsport sind vor allem das Florett und die Fechtfeder zu nennen. Ein weiteres Beispiel für Nahkampfwaffen ist der Pugil stick, der ursprünglich entwickelt wurde, um den Bajonettkampf zu simulieren.
Im Kontext von Schusswaffen, bei denen auf Force-on-Force-Trainingsmethoden zurückgegriffen wird, kommen spezielle Waffen zum Einsatz, die nichttödliche Projektile verschießen (vgl. Softair). In Form und Funktion wird das reale Waffenvorbild oft möglichst genau nachgestellt. Verschiedene Waffenhersteller bieten hierfür eigene Waffen an, die FX- oder UTX-Munition verschießen. Diese Waffen sind oft in ihrer Beschaffenheit sehr ähnlich zu ihren echten Vorbildern und stehen somit in starkem Kontrast zu Paintballmarkierern.

### Inert
Inerte Waffen dienen ausschließlich der Veranschaulichung bzw. Handhabung. Sie sind insoweit non-funktional, als sie keine effektive Wirkung erzielen können. Je nach Waffentyp können sie auch funktionale Komponenten besitzen, um die Handhabung zu erlernen bzw. zu trainieren. Vielfach werden diese aus kostengünstigen Materialien, insbesondere weichen Kunststoffen (Gummi, Silikon) gefertigt und dienen rein der Darstellung einer Waffe. Je nach Verarbeitung können diese Attrappen auch eine innere Versteifung oder Beschwerung aufweisen, um die grundlegende Haptik zu simulieren.
Im Rahmen von Selbstverteidigungskursen werden häufig kostengünstige Messer oder Pistolen ohne jegliche Funktion mit einem wahlfreien Erscheinungsbild eingesetzt. Bei der Ausbildung von Sicherheitskräften, die besonders auch den Umgang mit einer spezifischen Dienstwaffe erlernen, kommen Nachbildungen realer Waffen zum Einsatz. Diese sind oft so beschaffen, dass verschiedene Szenarien und Zustände simuliert werden können, beispielsweise durch ein austauschbares Gewicht, um ein volles oder leeres Magazin zu simulieren.
Einige Hersteller, wie z. B. Glock oder Walther, bieten speziell modifizierte Trainingswaffen an, die sich in Form und Funktion nicht vom Original unterscheiden. Diese sind jedoch werksseitig so modifiziert, dass selbst beim Laden von scharfer Munition keine Schussabgabe möglich ist (vgl. Demilitarisierung). An diesen Waffen kann die Handhabung bis ins Detail erlernt werden, ohne dass ein Risiko für den Schüler oder die ausbildenden Personen besteht.
Darüber hinaus werden auch Schnittmodelle angeboten, anhand derer die innere Funktion einer Waffe erklärt werden kann.

## Unfälle
Obwohl Trainingswaffen vergleichsweise sicher bzw. inerte Trainingswaffen prinzipiell ungefährlich sind, kommt es immer wieder zu schweren oder tödlichen Unfällen.
- 19. Juli 1982 in Rom: im Viertelfinale der Fechtweltmeisterschaften 1982 wurde Wladimir Wiktorowitsch Smirnow tödlich verletzt. Die gebrochene Klinge von Matthias Behrs Florett durchbohrte die Schutzmaske.[9]
- 12. März 2004 in Charkiw: Ein 17-jähriger Fechter wurde trotz Schutzausrüstung von einem gebrochenen Florett getötet.[10]
- 20. März 2012 in Bochum: lebensgefährliche Verletzung während einer mittelalterlichen Fechtübung. Die abgestumpfte Spitze eines Hartgummischwerts bohrte sich durch den Sehschlitz des Ritterhelmes durchs Auge.[11][12][13]
- 26. November 2018 in Bonn: tödliche Verletzung eines Polizisten (Rotwaffe mit Dienstwaffe verwechselt)[14][15]
- 15. September 2022 in Graz: tödliche Verletzung eines Polizisten, nachdem vergessen worden war, die Dienstwaffe mit der Rotwaffe zu tauschen[16][17]

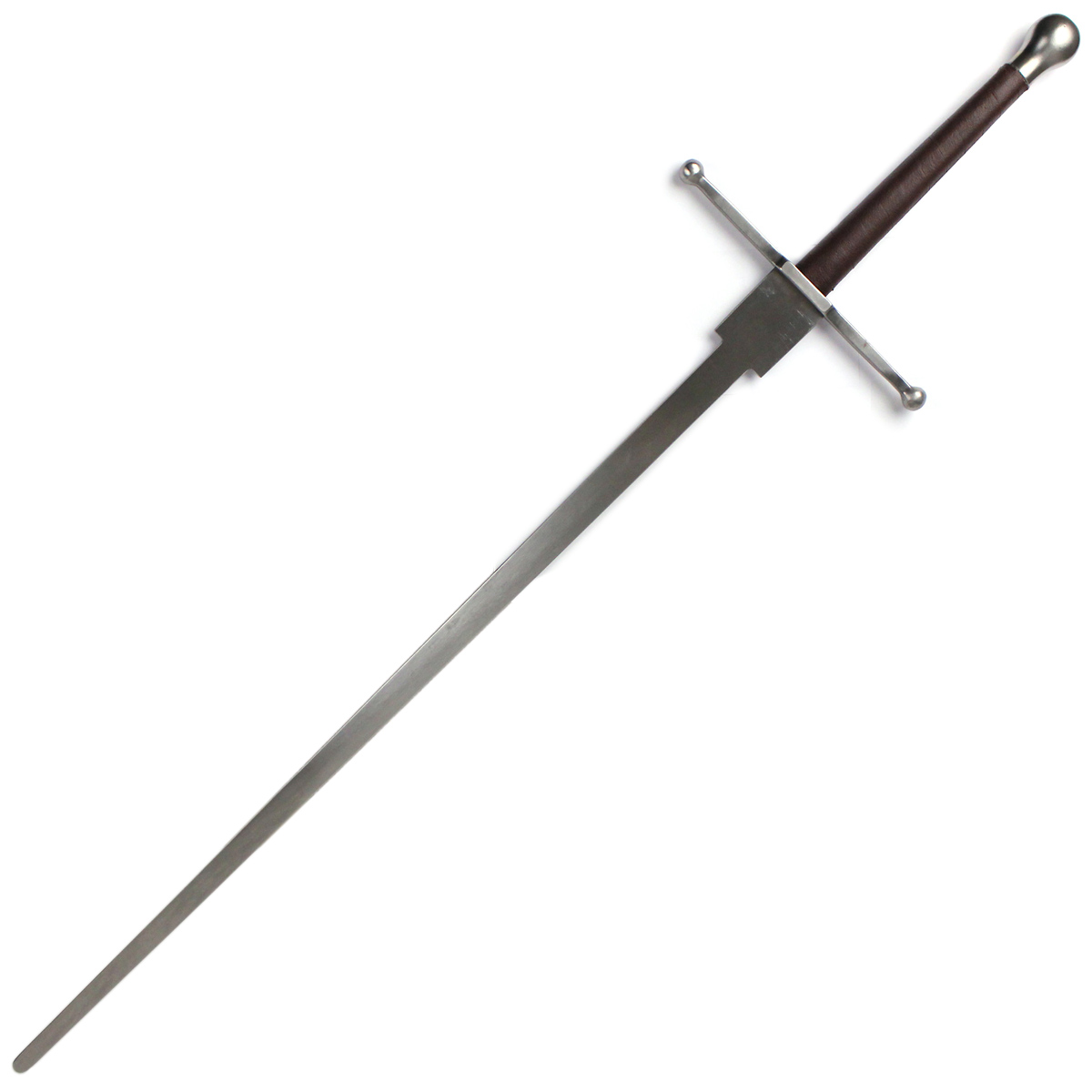
Modernes Federschwert
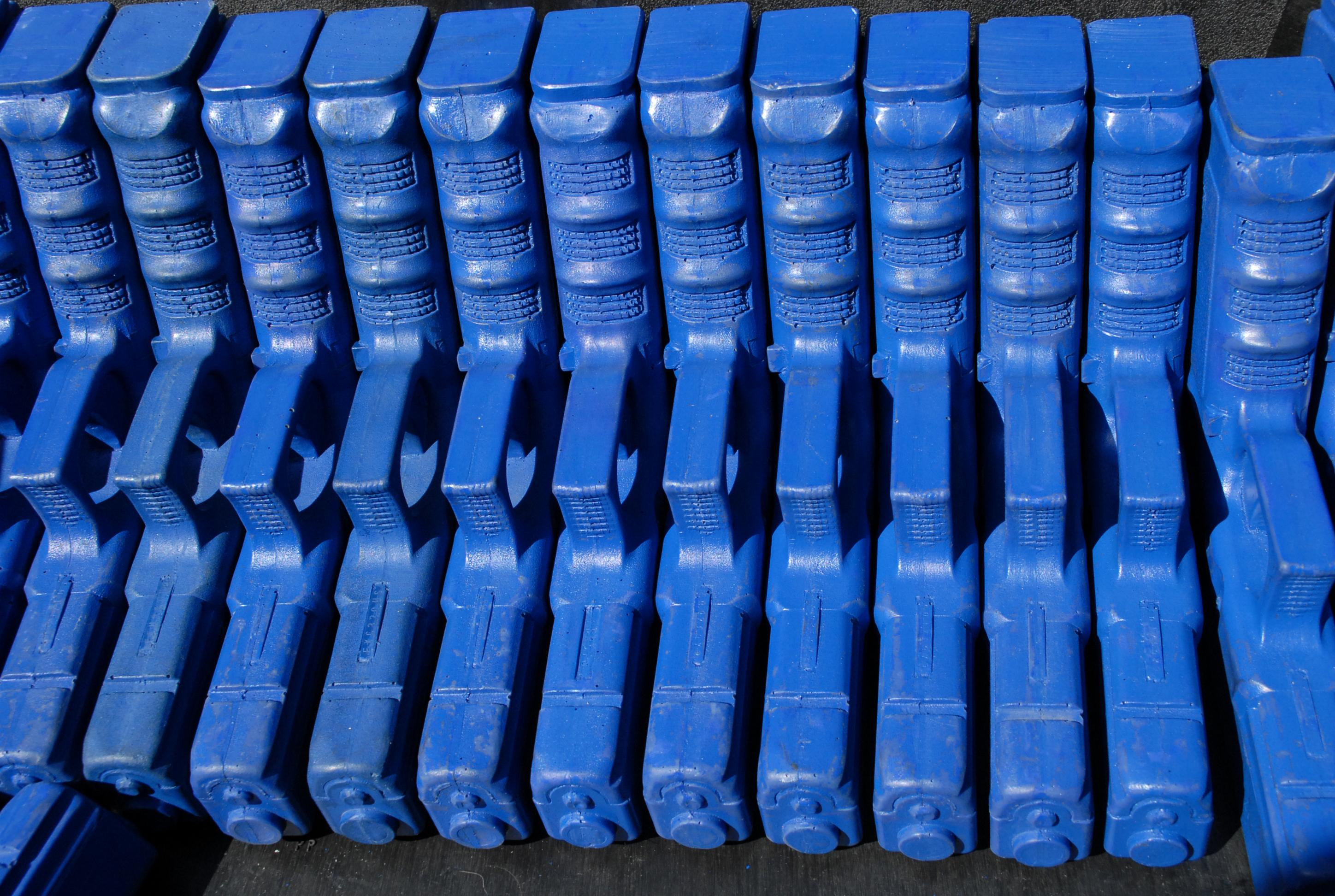
Blue Guns des FBI (Nachbildungen einer Glock 23)
Soldat der U.S. Navy mit einer „Red Gun“ (Nachbildung einer M16)